# سی.ام. ولف
سی. ام. وولف (انگلیسی: C. M. Woolf؛ ۱۸۷۹ – ۳۱ دسامبر ۱۹۴۲) یک تهیه‌کننده اهل بریتانیا بود.
وی تهیه‌کننده فیلم‌هایی همچون مستأجر: داستان لندن مه‌آلود، سست‌عفاف و انحطاط بوده است.